# Elizabeth Hamilton

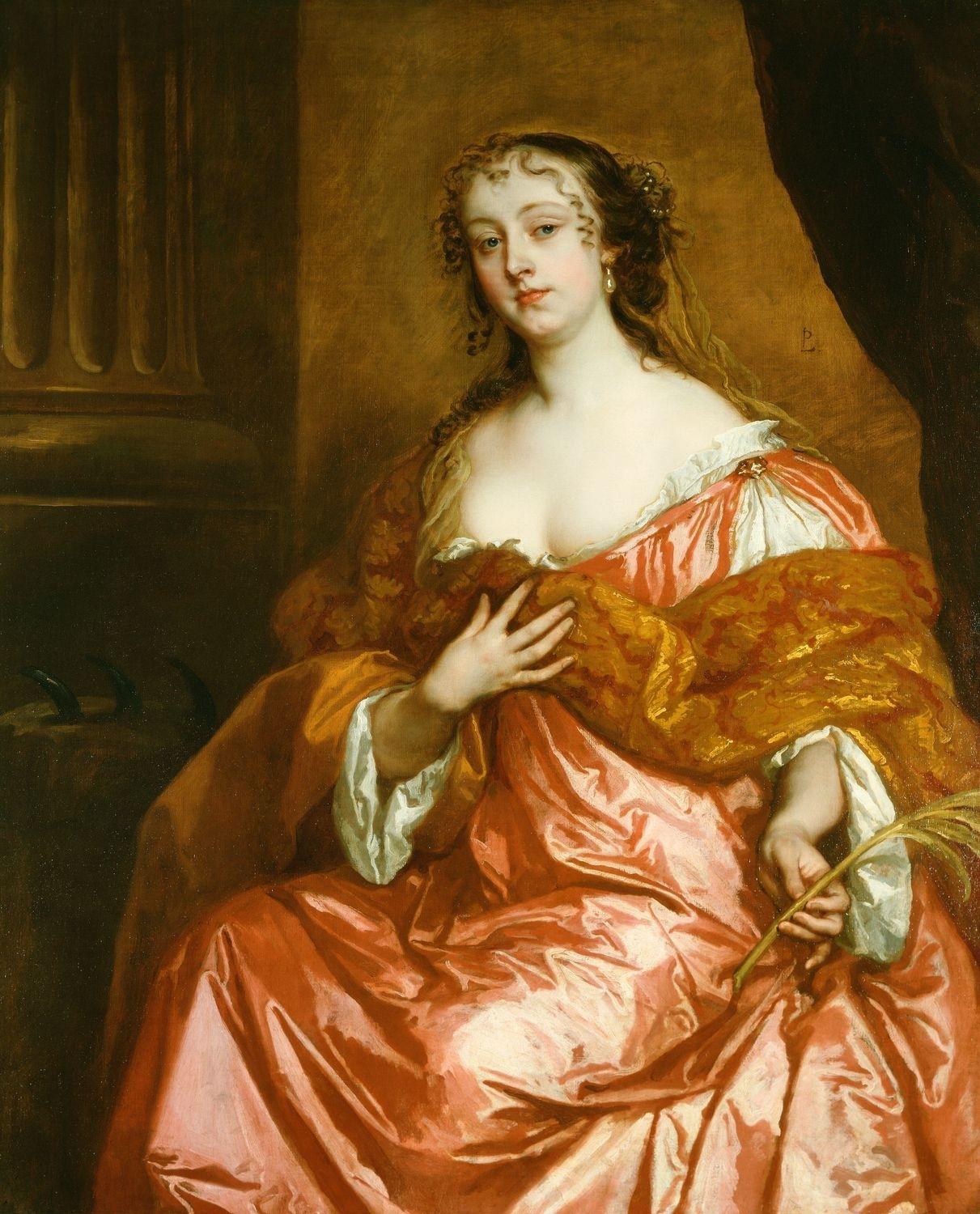
Elizabeth Hamilton, porträtt målat av Peter Lely.

Elizabeth Hamilton, född 1640 på Irland, död 3 juni 1708, var en fransk (ursprungligen engelsk) hovdam. Hon var känd i Frankrike som "La belle Hamilton" och är en av de så kallade Windsor Beauties målade av Sir Peter Lely.
Hon var gift med greve Philibert de Grammont.   

## Biografi
Hamilton var dotter till Sir George Hamilton och Mary Butler samt syster till Antoine Hamilton. Hon presenterades år 1661 vid det engelska hovet, där hon gjorde stor succé. Hon beskrivs som en kvick skönhet med omdöme som aldrig "sade mer än hon borde". Hon tyckte också om trick och skämt och utsatte en gång två hovdamer för ett omtalat så kallat practical joke. Hon avvisade en lång rad av eftertraktade män. 
Hon gifte sig år 1664 med den franske greve Philibert de Grammont, som levde i landsflykt sedan han förvisats från Frankrike. Då han fick tillåtelse att återvända, lämnade han kvar henne, trots att han hade lovat henne att gifta sig med henne, och hennes bröder stoppade honom därför innan han hann lämna landet och tvingade honom att hålla sitt löfte. År 1669 flyttade paret till Frankrike, där Hamilton utnämndes till hovdam, Dame du Palais, hos den franska drottningen. Hon blev en ledande figur vid det franska hovet, medan maken fortsatte att underhålla andra förhållanden. Hon utpekades som en av La Voisins klienter och blev därför indragen i giftmordsaffären år 1679. År 1696 blev hennes man religiös efter en svår sjukdom, och hon följde hans exempel. Hon avled endast ett år efter honom.